# Terra nera
Terra nera (In Old Oklahoma) è un film del 1943 diretto da Albert S. Rogell. Il film è conosciuto anche con il titolo War of the Wildcats.
È un film western statunitense con John Wayne, Martha Scott e Albert Dekker. Ottenne due candidature ai premi Oscar nelle categorie miglior sonoro e migliore colonna sonora.

## Trama
Catherine "Ketty" Allen (Martha Scott) è un'insegnante diventata famosa nei primi del '900 per aver scritto un romanzo un po' "osèe". Stanca dei pregiudizi della cittadina in cui vive e di un fidanzato che non ne apprezza il valore, decide di trasferirsi a Kansas City ed iniziare una nuova vita. Sul treno, incontra il petroliere Jim Gardner (Albert Dekker) che la invita a viaggiare sul proprio vagone privato ma le dimostra anche un interesse esagerato che la mette a disagio, almeno apparentemente. Ketty, pertanto, chiede a Dan Somers (John Wayne) un cowboy, capitato per caso sul treno, di sedersi con lei nello stesso vagone di Gardner. Entrambi si stanno dirigendo verso Kansas City ma, grazie ad un piccolo stratagemma messo in atto dalla ragazza, sono costretti entrambi a scendere a Sapulpa, in Oklahoma, la citta di Gardner che aveva poco prima invitato Ketty a fermarsi proprio lì. Alla stazione Dan incontra l'anziano conducente della diligenza, Despirit Dean (George "Gabby" Hayes), amico di Dan che lo prende a cassetta ma sulla stessa diligenza sono costretti a salire anche Ketty e Gardner che le aveva offerto un passaggio sulla propria automobile, fermatasi, però, per un guasto. Poco dopo, durante la visita ad un pozzo petrolifero, un contadino, che ritiene di essere stato pagato troppo poco per la sua terra, nel cui sottosuolo Jim vi ha poi scoperto il petrolio, tenta di sparare al petroliere ma Dan gli salva la vita. Poco dopo a Sapulpa, Ketty, confessa a Bessie Baxter (Marjorie Rambeau), la direttrice dell'hotel, di voler sposare Gardner. Costui, nel frattempo, assume Dan come guardia del corpo al posto di un indiano di nome Cherokee, che viene licenziato. Essendo Gardner, però, anche un affarista privo di scrupoli, s'infuria quando, il giorno dopo, Dan convince il capo indiano Penna Nera a non vendere al petroliere delle terre di proprietà degli indiani, ricche di giacimenti di petrolio, a condizioni non eque. Penna Nera, allora, offre a Dan, di acquistare le terre ma costui rifiuta. Gardner, quella sera, sul calesse, in aperta campagna riesce a baciare Ketty ma quando la ragazza gli parla di matrimonio, l'uomo le chiarisce che quella non è la sua intenzione. La ragazza lo abbandona e incontra Dan che la riaccompagna in città. Giunti a Sapulpa, molti cittadini pregano il cowboy di accettare l'offerta del capo indiano e gli offrono di mettersi a capo di una società costituita con i soldi di tutti coloro che mal sopportano la strapotere di Gardner. Dan non è certo di accettare ma quando viene assalito dal petroliere perché sta danzando con Ketty accetta. Volendo fare le cose nel modo più legale possibile, si reca a Washington, per parlare direttamente con il presidente Theodore Roosevelt (Sidney Blackmer) in merito alla concessione dei diritti petroliferi. Dan conosce bene il presidente, avendo combattuto nello stesso reggimento a Cuba. La proposta del cowboy è di offrire agli indiani il 50% degli utili derivanti dalla vendita del petrolio mentre Gardner offre solo il 12%, così Roosevelt, che si dichiara per principio a favore degli indiani, affida la concessione a Dan a patto che riesca a far partire la produzione entro quattro mesi, dopo tale termine i diritti di sfruttamento passeranno a Gardner. Con tanta buona volontà Dan ed i suoi uomini, tra cui anche Cherokee, che ha chiesto a Dan di essere assunto, iniziano, in mezzo a tante difficoltà, a trivellare il primo pozzo. Nel frattempo, Dan corteggia, con discrezione, Ketty e le esprime il suo desiderio di sposarla, cosa che la ragazza, ovviamente, apprezza. Quando il successo sembra davvero imminente, però, Cherokee, credendo di fare cosa gradita a Gardner e di riavere il suo posto di body guard, fa saltare in aria il pozzo, causando anche la morte di operaio. Dan si reca nell'ufficio di Gardner dove uccide per legittima difesa Cherokee e dove apprende che il sabotaggio non è stato voluto dal petroliere. Dan gli crede ma, poi, si vede costretto a  trafugare una trivellatrice portatile, di proprietà del petroliere, per poter iniziare a perforare di nuovo il terreno, essendo la scadenza dei termini della concessione ormai prossima. Dopo poco, però, sopraggiunge Gardner con numerosi uomini armati per riprendersi la trivellatrice ma in soccorso di Dan e dei suoi amici accorrono tutti i guerrieri indiani. In questa situazione di stallo, Dan e Gardener danno inizio, così, ad una furiosa scazzottata interrotta dal levarsi un altissimo getto di petrolio che fuoriesce dal pozzo. Ma vi è un altro problema: per ottenere la concessione, la società di Dan deve consegnare, entro il giorno dopo, 10.000 galloni di greggio alla raffineria di Tulsa. Il cowboy pensava di far arrivare il petrolio utilizzando l'oleodotto ma Gardner, prima di andarsene, gli comunica che ha appena acquistato l'oleodotto. Indomitamente Dan con i suoi uomini lavorano tutta la notte per costruire con legno e pece i fusti necessari per trasportare con i carri il petrolio alla raffineria. Al mattino il greggio è caricato nei fusti sui carri che partono alla volta della raffineria. Gli uomini, dopo aver spinto al galoppo i cavalli per superare un ultimo ostacolo rappresentato da un incendio fatto appiccare da Gardner sul percorso dei carri, raggiungono in tempo Tulsa, anche grazie all'aiuto delle due donne, Ketty e Bessie, che sono abili a far ritardare la chiusura dei cancelli della raffineria. Tutto finisce per il meglio per gli uomini di Dan che ci hanno creduto ed anche, ovviamente, per Dan e Ketty.

## Produzione
Il film, diretto da Albert S. Rogell su una sceneggiatura di Ethel Hill e Eleanore Griffin con il soggetto di Thomson Burtis, fu prodotto da Robert North per la Republic Pictures e girato nei Republic Studios a Hollywood in California e a Kanab e nello Zion National Park a Springdale nello Utah. Il titolo di lavorazione fu War of the Wildcats.

## Distribuzione
Il film fu distribuito negli Stati Uniti il 6 dicembre 1943 dalla Republic Pictures.
Le altre uscite internazionali sono state:
- negli Stati Uniti il 6 dicembre 1943
- nel Regno Unito il 3 aprile 1944
- in Svezia il 19 febbraio 1945 (Den stora oljeruschen)
- in Spagna il 20 novembre 1945 (En el viejo Oklahoma)
- in Portogallo il 14 ottobre 1946 (Fúria Ardente)
- in Francia il 19 maggio 1948 (La ruée sanglante)
- in Finlandia il 13 gennaio 1950 (Oklahoman musta kulta)
- in Danimarca il 9 febbraio 1950 (Kampen om olien)
- in Germania Ovest il 25 agosto 1950 (Die Hölle von Oklahoma)
- in Austria il 14 settembre 1951 (Die Hölle von Oklahoma)
- nelle Filippine il 4 gennaio 1952
- in Giappone il 22 maggio 1952
- in Belgio (La ruée sanglante e Door vuur en vlam)
- nei Paesi Bassi (Gezworen vijanden)
- in Brasile (Quando a Mulher se Atreve)
- in Italia (Terra nera)

## Critica
Secondo il Morandini il film è un "discreto western" in cui è presente "in giusta dose l'azione" ed è "misurato il risvolto sentimentale". Secondo Leonard Maltin è "buona la parte d'azione, obbligatoria la storia d'amore".

## Promozione
Le tagline sono:
- "Wildcat Men and their Wildcat Women!".
- "A new kind of dramatic production!".
- "THE EARTH EXPLODES! as untamed men clash for power and a woman! (original poster)".
- "BATTLE-HEAT! Untamed men clash in a well of violence! (original poster)".
- "Thundering Violence! the earth explodes as untamed men fight for power and a woman! (original poster)".